# Denver Dream
Die Denver Dream sind ein in Denver, Colorado, beheimatetes Arena-Football-Damen-Team. Sie spielen in der Western Conference der US-amerikanischen Legends Football League (LFL) und tragen ihre Heimspiele in Loveland, etwa 85 Kilometer nördlich von Denver, aus.

## Geschichte
Denver Dream startete ihre Geschichte in der Saison 2009/2010 als Gründungsmitglied der LFL. In ihrer ersten Saison verloren sie drei der vier Saisonspiele. Das vierte Spiel wurde ersatzlos abgesagt. Nach der ersten Saison wurde das Team aus dem Spielbetrieb genommen und war die nächsten Jahre inaktiv. Ihre Heimspiele trugen sie im Dick’s Sporting Goods Park, einem Fußballstadion in Commerce City, aus.
Zur Saison 2017 wurde die Mannschaft wieder aktiviert. Verbunden mit der Aktivierung war eine Verlegung des Heimspielortes nach Loveland, ins Budweiser Events Center. Ihr erstes Spiel nach ihrer Reaktivierung verloren Denver Dream gegen Chicago Bliss mit 6 zu 93. Das zweite Spiel dieser Saison gegen Seattle Mist verlief noch schlimmer, sie verloren es 0 zu 106. Auch die beiden folgenden Spiele gingen hoch verloren. In der Saison verlor die Mannschaft damit alle ihre Spiele und beendete diese auf Platz 4 der Division.

## Resultate
| Saison | Siege | Nieder- lagen | Unent- schieden | Platzierung           | Play-off-Ergebnis  |
| ------ | ----- | ------------- | --------------- | --------------------- | ------------------ |
| 2019   | 0     | 4             | 0               | 8. 1                  | nicht qualifiziert |
| 2018   | 0     | 4             | 0               | 4. Western Conference | nicht qualifiziert |
| 2017   | 0     | 4             | 0               | 4. Western Conference | nicht qualifiziert |

## Aktueller Kader
| #  | Name              | Position                               |
| -- | ----------------- | -------------------------------------- |
| 01 | Briana Roy        | Cornerback                             |
| 02 | Jarrah Floyde     | Tight End, Defensive End               |
| 03 | Britney Perea     | Quarterback                            |
| 04 | Vana Medrano      | Wide Receiver, Tight End               |
| 05 | Liz Camack        | Runningback                            |
| 06 | Eshay Watson      | Cornerback, Fullback                   |
| 07 | Breaya Quintana   | Runningback, Middle Linebacker         |
| 08 | Catlin Burke      | Wide Receiver                          |
| 09 | Naomi Jacquez     | Cornerback, Wide Receiver              |
| 10 | Cassiana Moore    | Strong Safety, Tight End               |
| 11 | Kashayla Unis     | Wide Receiver, Runningback, Cornerback |
| 12 | C. J. Dunning     | Cornerback, Wide Receiver              |
| 13 | Kelly White       | Center, Defensive End                  |
| 14 | Tahirah Williams  | Middle Linebacker, Tight End           |
| 15 | Kelsey Cristiano  | Strong Safety, Tight End               |
| 16 | Stacey Harrman    | Tight End, Defensive End               |
| 17 | Nichole Curry     | Strong Safety, Tight End               |
| 18 | Brittney Mahkel   | Tight End, Defensive End               |
| 19 | Danielle Brockman | Tight End, Defensive End               |
| 20 | Karie Phelps      | Tight End, Defensive End               |